# Martín de Saavedra Galindo de Guzmán
Martín de Saavedra y Guzmán, barón de Prado (Córdoba, 30 de abril de 1594-Madrid, 8 de agosto de 1654), fue un magistrado español que ocupó cargos de gobierno en el Nuevo Reino de Granada y en el de Nápoles y fue condenado por corrupción.

## Biografía
De familia noble, era hijo de Gonzalo de Saavedra el Tuerto, a quien sucedió en su casa y en la venticuatría de  Córdoba, y de Juana Galindo de Guzmán, su mujer, de la casa de los Galindos de Écija. Estuvo casado con Luisa de Guevara y Manrique, IV condesa de Escalante. Su hijo Martín Domingo de Saavedra fue V conde de Escalante, y su hija Francisca casó con Lorenzo Antonio de Cárdenas Gamboa y Züñiga, VIII marqués de la Mota y XIII conde de la Puebla del Maestre.
Caballero de la Orden de Calatrava, fue juez de toga: con grados universitarios en Derecho. Fue presidente de la Real Audiencia de Trani (con jurisdicción sobre la Tierra de Bari) en Nápoles, y señor de las villas de Carosino y La Costa en este reino, donde también prestó destacados servicios militares. En 1637 pasó como oidor a la Real Audiencia de Santa Fe de Bogotá, y de 1645 a 1652 fue su presidente (y ex officio capitán general del Nuevo Reino de Granada).
En Santafé (la actual Bogotá) promovió la fundación de un hospicio, debido a que tanto indios como españoles abandonaban a los niños «en las calles públicas, en las puertas y puentes y en otras partes solitarias donde no sólo no son acogidos, sino comidos y despedazados de perros y otros animales».[cita requerida] El orfanato abrió sus puertas el 14 de diciembre de 1642, regido por los hermanos de San Juan de Dios. 
Su conducta corrupta causó gran escándalo en Santafé. Era hombre liviano, bebedor y un don Juan irrefrenable. Al finalizar su gobierno afrontó un largo y espinoso juicio de residencia: estuvo preso y fue condenado a pagar varias multas. Se le probaron, entre otros cargos, los de vivir «en mal estado» con una mujer casada, violar a una doncella, exigir intereses por sus salarios y cobrar cohechos de los indígenas por eximirles de trabajar en las minas. Pero pudo regresar a Madrid, donde murió poco después.
Fue también poeta, autor de un volumen titulado Ocios de Aganipe.
| Predecesor: Sancho Girón de Narváez | Presidente de la Real Audiencia de Santa Fe de Bogotá 1637-1645 | Sucesor: Juan Fernández de Córdoba y Coalla |